# 楊异
楊 异（よう い、533年 - 600年）は、北周から隋にかけての政治家。字は文殊。本貫は恒農郡華陰県。

## 経歴
楊倹の子として生まれた。幼い頃から学問して、暗誦を繰り返したので、奇人とみられた。9歳のとき父を失い、礼の限度を越えて嘆き哀しみ、憔悴して身を滅ぼさんばかりであった。喪が明けた後も、人づき合いを絶って、家の門戸を閉ざして読書した。北周の孝閔帝のとき、寧都郡太守となり、有能なことで知られた。昌楽県子の爵位を受けた。後に軍功により、侯に進んだ。
580年、楊堅が北周の丞相となると、楊异は行済州事をつとめた。581年、隋が建国されると、宗正少卿に任ぜられ、上開府の位を受けた。蜀王楊秀が益州に駐屯すると、楊异は実直さを買われて、益州総管長史とされた。まもなく西南道行台兵部尚書に転じた。数年後、再び宗正少卿となった。しばらくして、工部尚書に抜擢された。592年、呉州総管として出向した。晋王楊広が揚州に駐屯すると、1年ごとに楊広に面会して得失を評論するよう命じられた。600年9月27日、在官のまま死去した。享年は68。
子に楊虔遜があった。

## 伝記資料
- 『隋書』巻四十六 列伝第十一
- 『北史』巻四十一 列伝第二十九
- 大隋使持節上開府儀同三司工部尚書呉州総管昌楽県開国公楊使君墓誌銘（楊异墓誌）